# لوچمیژ
لوچمیژ (به لاتین: Ludźmierz) یک روستا در لهستان است که در گمینا نوو تارگ واقع شده‌است. لوچمیژ ۲٬۱۰۰ نفر جمعیت دارد.